# 芒努斯·内德雷戈滕
芒努斯·内德雷戈滕（挪威語：Magnus Nedregotten，1990年10月24日—），挪威男子冰壶运动员。他曾代表挪威参加2018年和2022年冬季奥林匹克运动会冰壶比赛，获得一枚银牌和一枚铜牌。